# Hana Ezrová
Hana Kopáčková-Ezrová (26. března 1927 – 19. ledna 2020) byla československá hráčka a funkcionářka basketbalu (vysoká 167 cm). Je zařazena na čestné listině zasloužilých mistrů sportu.
Hana Ezrová, rozená Kopáčková byla kapitánkou reprezentačního družstva Československa od roku 1950 při účasti mistrovství světa a čtyřikrát na mistrovství Evropy v basketbale žen, za Československo odehrála 84 zápasů (1946-1957) a celkem získala pět medailí, z toho dvě stříbrné (ME 1952, 1954) a tři bronzové (MS 1957, ME 1950, ME 1956). Reprezentační kariéru zakončila na světovém šampionátu v basketbalu žen v roce 1957 v Brazílii (3. místo).
V československé basketbalové lize žen v basketbalovém družstvu žen Dynamo Praha hrála sedm sezón, za Slavia Praha Pedagog dvě a za Spartu Praha pět sezón. Za celkem 14 ligových sezón získala sedm medailových umístění, dvakrát byla mistryně Československa (1955, 1958), má dvakrát druhé a třikrát třetí místo.
Po dobu 30 let byla funkcionářkou a trenérkou v oddíle basketbalu Sparta Praha. V roce 2005 byla uvedena do Síně slávy České basketbalové federace.
Hana Ezrová zemřela 19. ledna 2020.
Její manžel JUDr. Josef Ezr (31. října 1923 – 2. listopadu 2013) byl československý basketbalista (40 utkání za Československo, mistr Evropy 1946, vicemistr Evropy 1947, účastník na dvou olympijských hrách 1948 a 1952, jako trenér s ligovým týmem Sparta Praha (12 sezón v 1. lize) v roce 1960 mistr Československa a 3x vicemistr (1956, 1959, 1961), poté mistr Evropy s juniory Československa v roce 1962) a jako sportovní funkcionář (1952-1990, tedy 38 let předseda oddílu basketbalu v klubu Sparta Praha). V roce 2004 byl uveden do Síně slávy českého basketbalu.

## Sportovní kariéra

### Hráčská
- klub: celkem 14 ligových sezón, 7 medailových umístění: 2x mistryně Československa, 2x 2. místo a 3x 3. místo
- 1946-53 Dynamo Praha: 3x 4. místo (1950/51, 1952, 1953), 5. (1950), 6. (1951)
- 1953-1955 Slavia Praha Pedagog: mistryně Československa (1955), 3. (1954)
- 1955-60 Sparta Praha: mistryně Československa (1958), 2x 2. místo (1956, 1957), 2x 3. místo (1959, 1960)
- Československo: 1946–1957 celkem 84 mezistátních zápasů, na MS a ME celkem 190 bodů v 26 zápasech
- Mistrovství světa: 1957 Rio de Janeiro (18 bodů /2 zápasy)
- Mistrovství Evropy: 1950 Budapešť (56 /7), 1952 Moskva (35 /4), 1954 Bělehrad (66 /7), 1956 Praha (15 /6)
- úspěchy:
- Mistrovství světa v basketbalu žen: 1957 Brazílie (3. místo)
- Mistrovství Evropy v basketbalu žen: 1950 Budapešť (3. místo), 1952 Moskva (2. místo), 1954 Bělehrad (2. místo), 1956 Praha (3. místo)

### Funkcionářská
- klub: 1960-90 Sparta Praha člen výboru oddílu basketbalu